# Opòssum cuacurt de l'Amazones
L'opòssum cuacurt de l'Amazones (Monodelphis emiliae) és una espècie d'opòssum de Sud-amèrica. Viu a Bolívia, el Brasil i el Perú.
Fou anomenat en honor de l'ornitòloga germanobrasilera Maria Elizabeth Emilia Snethlage.